# 新界北總區總部

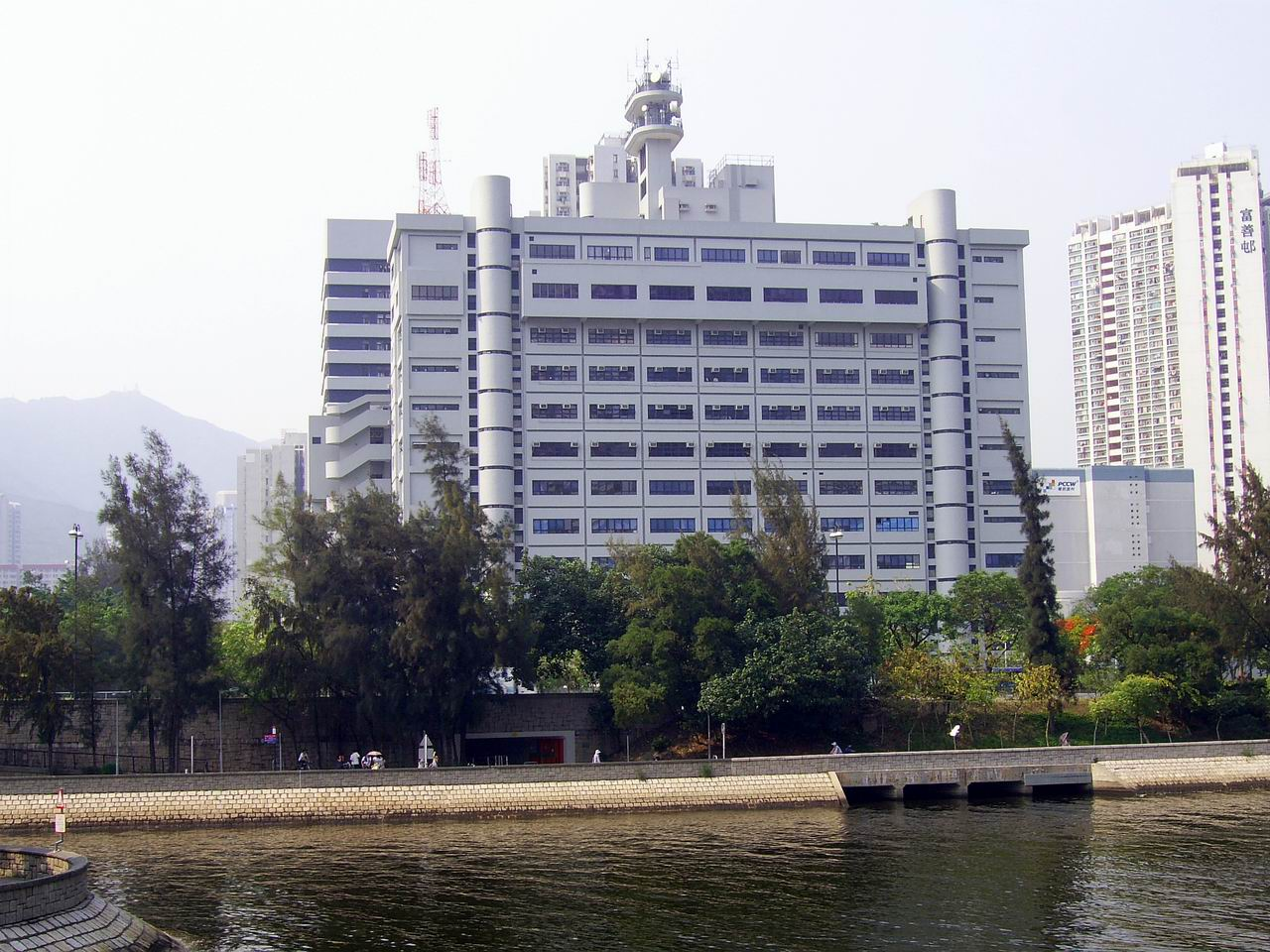
從林村河對岸遠眺新界北總區總部。

新界北總區總部（英語：New Territories North Regional Police Headquarters，縮寫：NTN RHQ）為香港警務處新界北總區總部及各主要部門的所在地，位處香港新界大埔區大埔安埔里6號。於2023年，新界北總區總部有321名警務人員和56名文職人員駐守。

## 鄰近地點
- 大埔警署
- 富善邨
- 完善公園
- 大埔中心
- 新興花園
- 林村河

## 相關參見
- 警察總區